# 國際交易中心

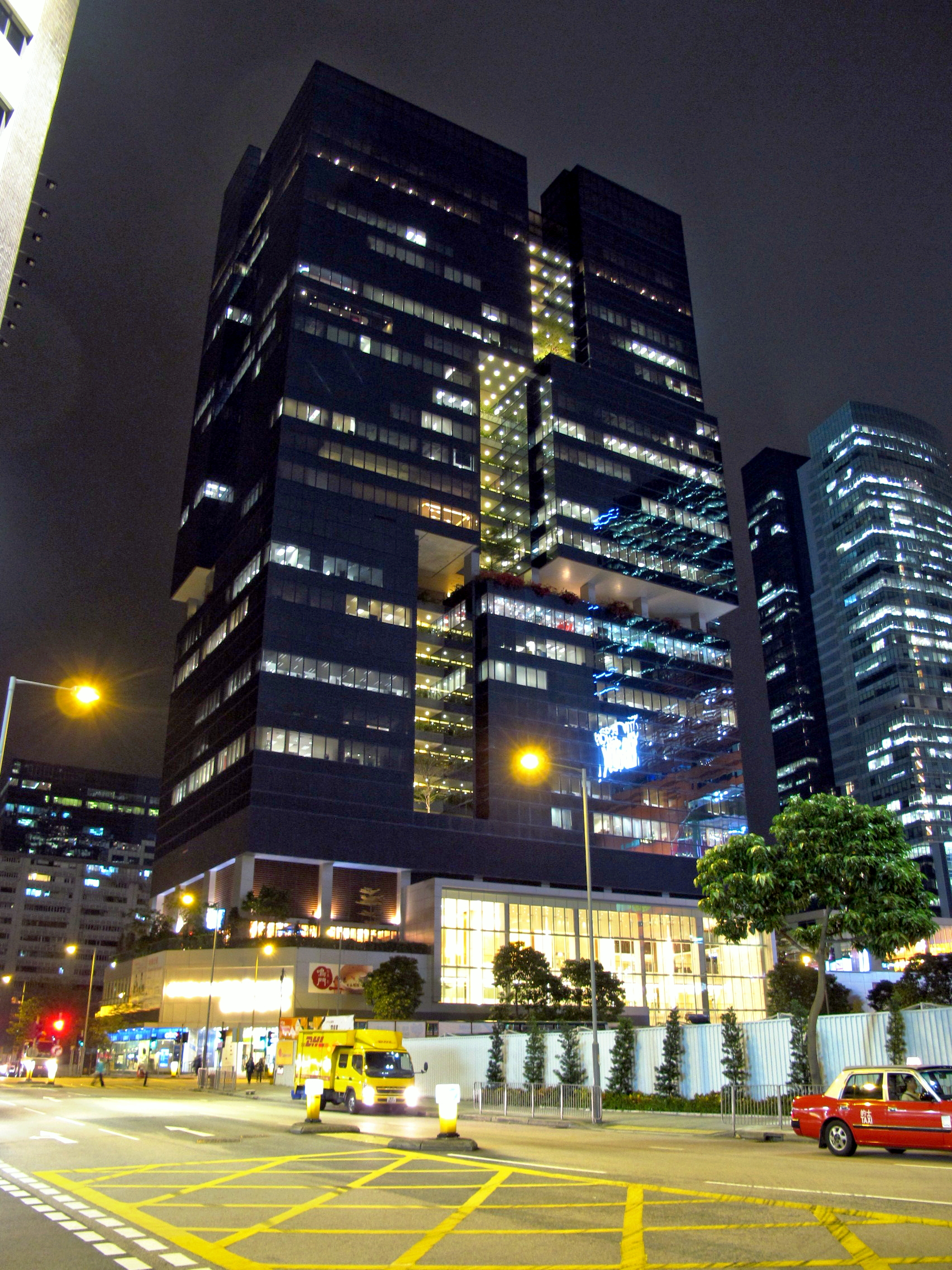
晚上的國際交易中心（2011年）

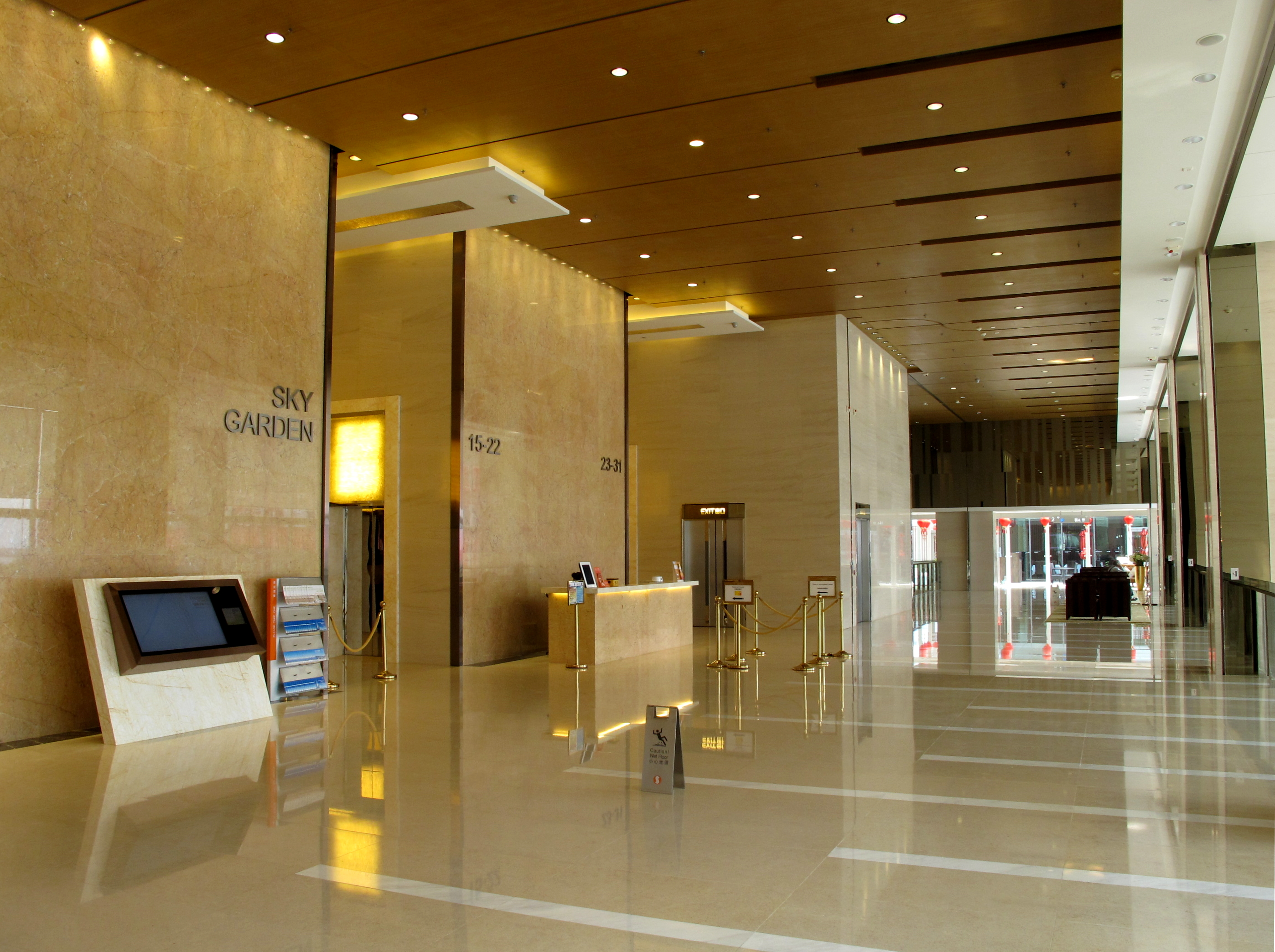
國際交易中心寫字樓大堂

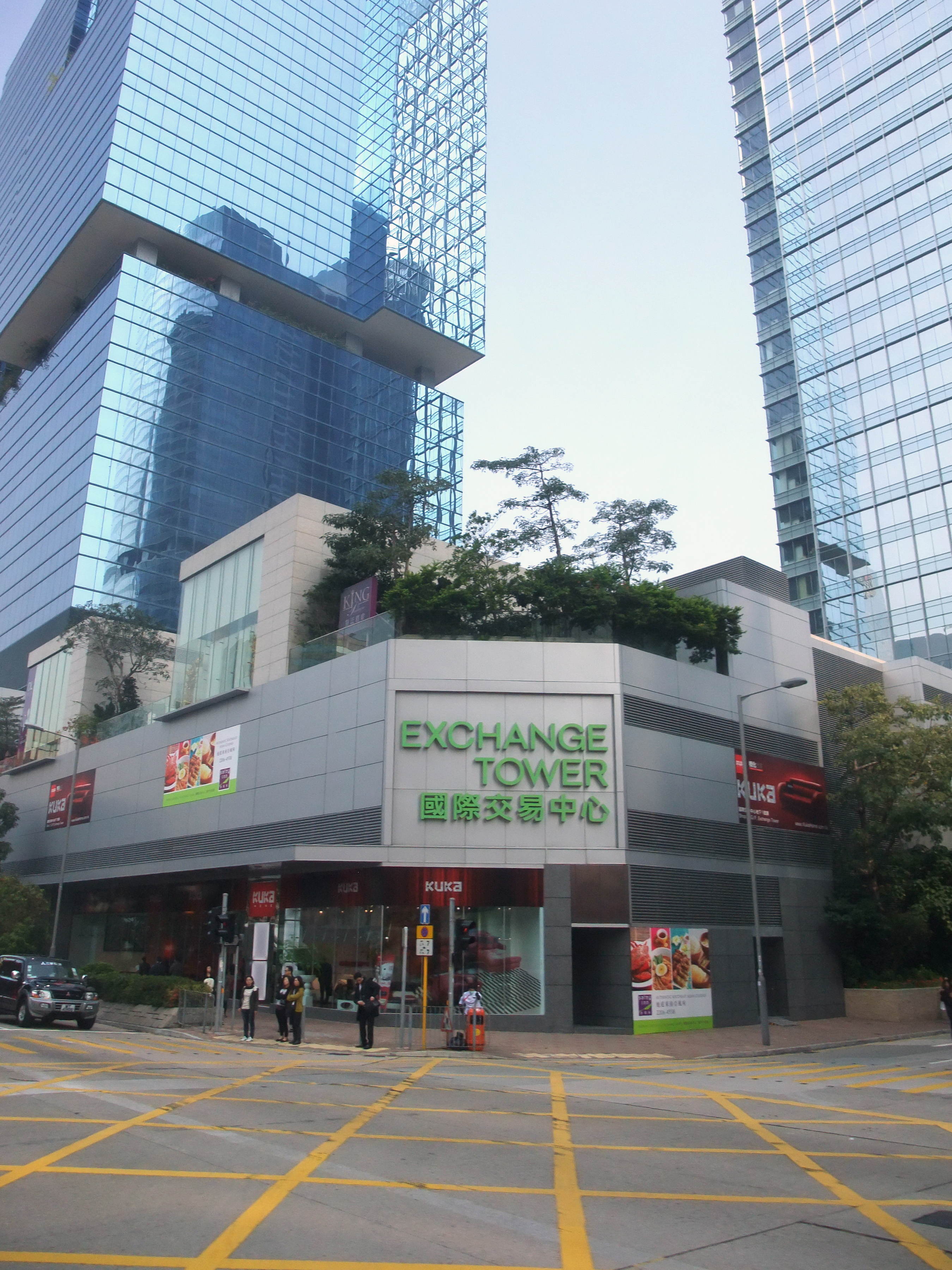
國際交易中心，右方道路為臨豐街，左方道路為宏照道。

國際交易中心（英文：Exchange Tower）是位於香港九龍灣宏照道33號的寫字樓項目，樓高31層，由信和置業發展，於2008年9月落成。
國際交易中心毗鄰大型商場MegaBox，鄰近九龍灣港鐵站；由香港建築師嚴迅奇負責設計，分別提供60萬平方呎（約55,741平方米）甲級寫字樓及10萬平方呎（約9,290平方米）共三層高的商場樓面面積。商場二樓設有露天食肆地帶，玻璃屋設計，包括特色露天餐廳及酒吧。寫字樓每層設環保露台，15樓防火層全層設有大型空中花園供租戶使用。大廈更是全港首幢每層均設置綠化平台及空中花園的商業大廈。

## 歷史
國際交易中心所在土地於2005年2月22日由信和置業以18.2億元投得，較底價6.08億元高近兩倍，後建成現時物業。
2012年12月15日信和置業及尖沙咀置業聯合公布，出售16至22層共7層辦公室樓面以及至少30個車位，涉資15.67億元現金，新買家為恆生銀行，用作銀行其下的人壽保險及退休福利業務部門。
2015年4月20日信和置業以2.6953億元出售國際交易中心6樓全層，给紹威有限公司，公司董事包括許晉亨、許建中及許建德，均為中建企業許氏家族成員。
2015年6月信和置業以2.72億元，呎價約10200元，出售國際交易中心7樓全層，给鷹君集團非執行董事羅鷹瑞太太羅林文端。
2015年9月15日信和置業以合共約5.5133億元，平均呎價約10403元出售國際交易中心11及12樓全層，登記買家分別為意得亞太有限公司及意得環球有限公司，公司董事均為高佩璇（KO PUI SHUEN）。

## 圖集

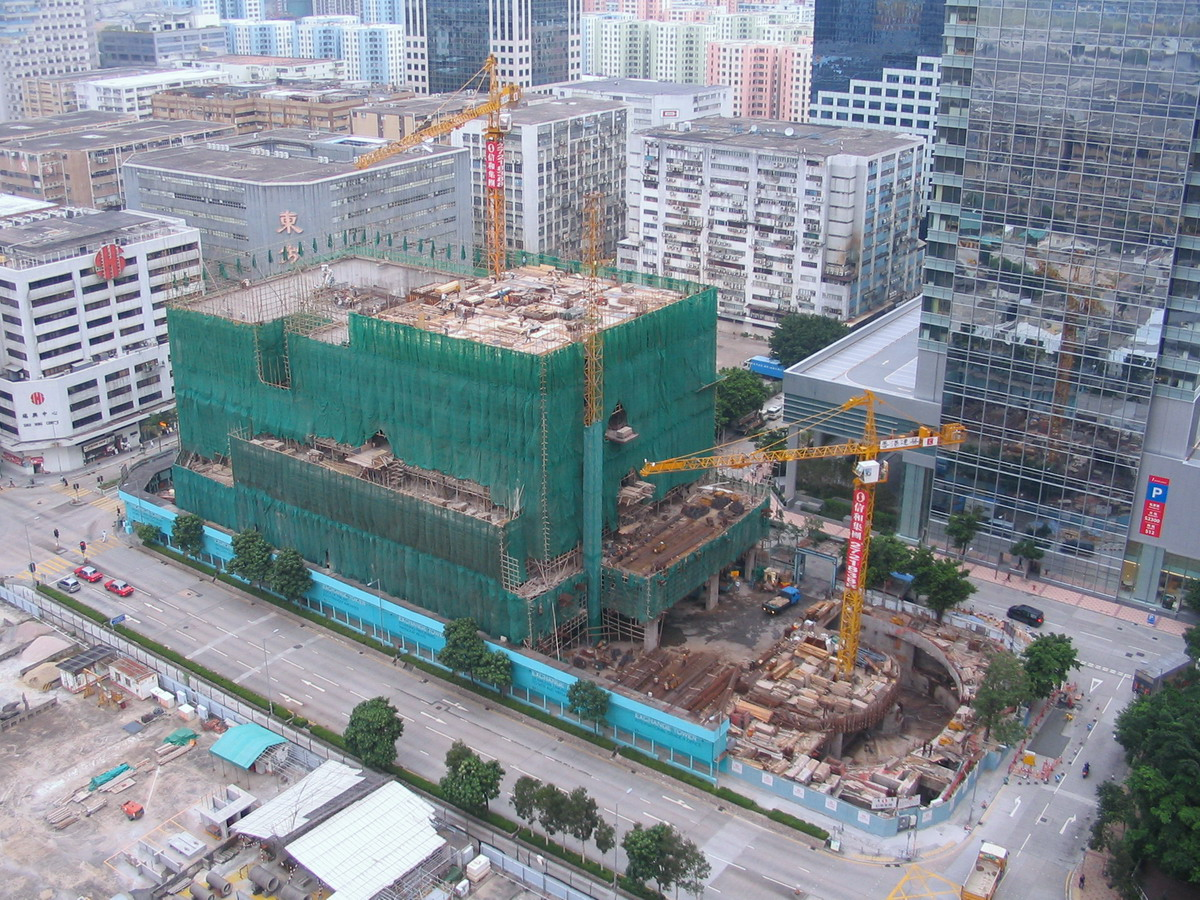
建築中的國際交易中心（2007年10月）
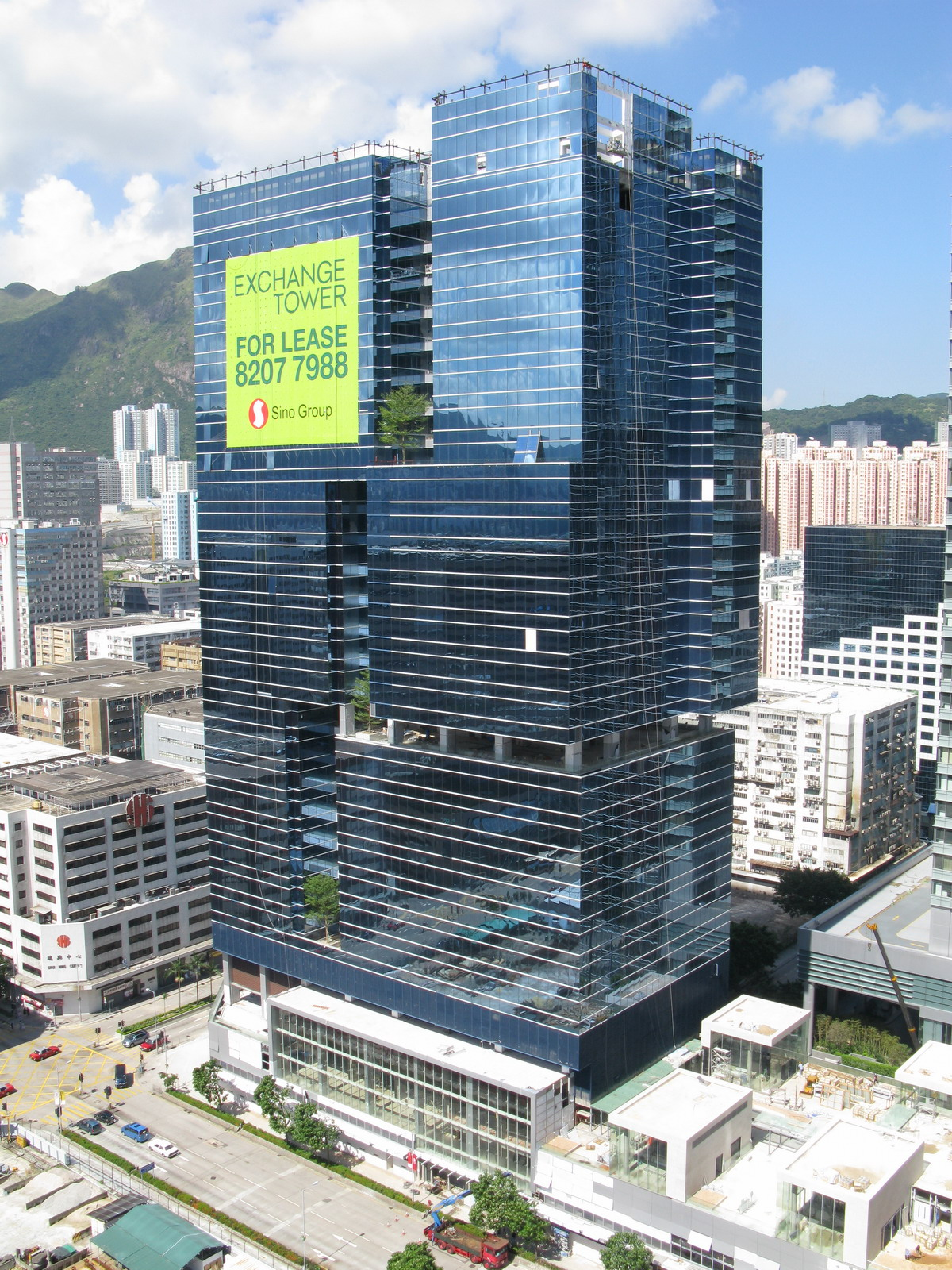
國際交易中心(2008年8月)
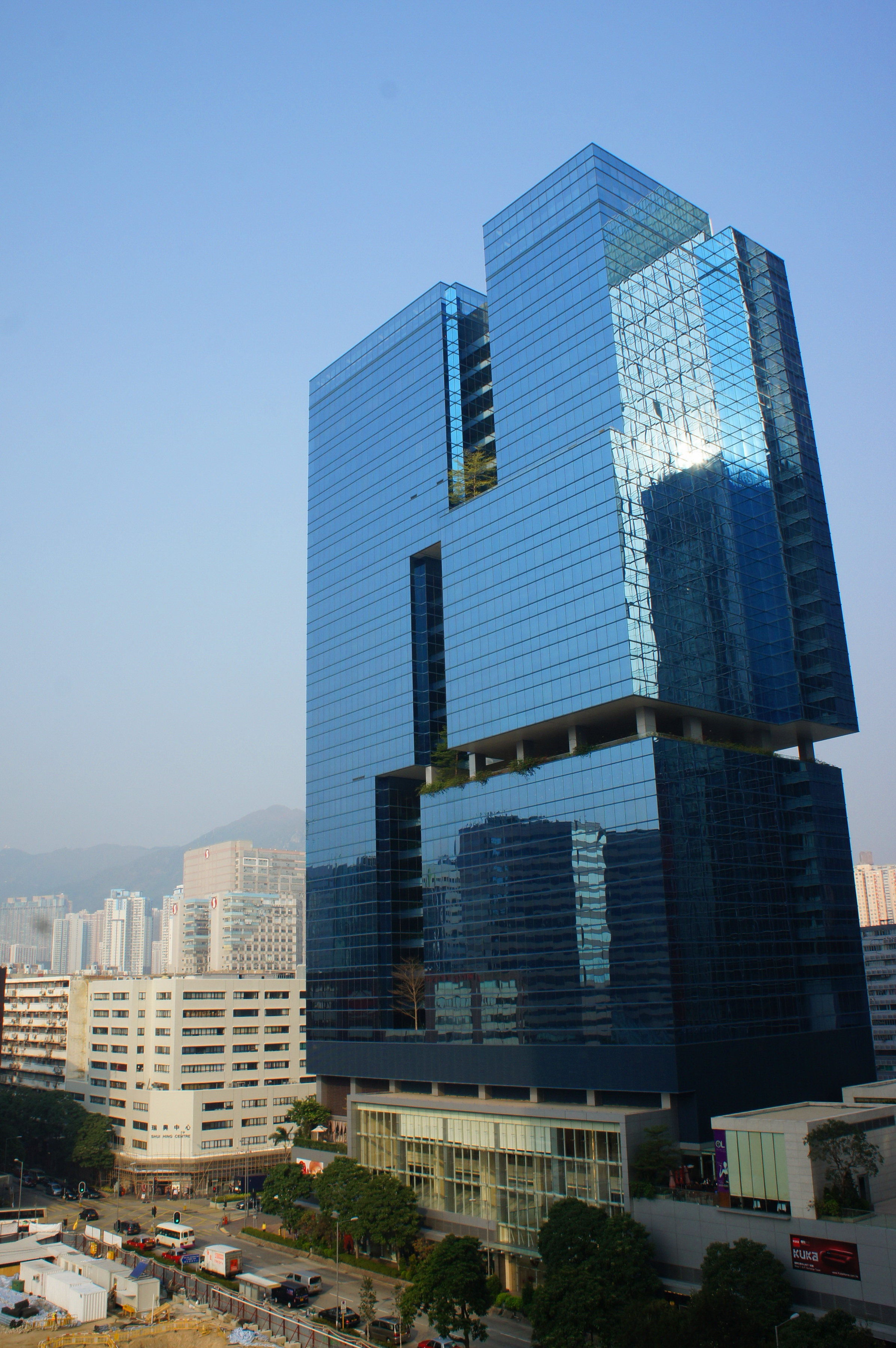
從MegaBox外望國際交易中心

## 鄰近
- 企業廣場
- MegaBox
- 零碳天地
- 一號九龍
- Manhattan Place

## 備註
1. ↑  實際樓層只有26層，因大樓不設3、4、5、13、14及24樓

## 外部連結
- 國際交易中心官方網站 （页面存档备份，存于）